# Élections départementales de 2015 dans le Calvados
Les élections départementales ont lieu les 22 et 29 mars 2015.

## Contexte départemental

### Assemblée départementale sortante
Avant les élections, le conseil général du Calvados est présidé par Jean-Léonce Dupont (UDI). Il comprend 49 conseillers généraux issus des 49 cantons du Calvados. Après le redécoupage cantonal de 2014, ce sont 50 conseillers départementaux qui seront élus au sein des 25 nouveaux cantons du Calvados.
| Parti                                | Sigle | Sigle | Élus |
| ------------------------------------ | ----- | ----- | ---- |
| Majorité (29 sièges)                 |       |       |      |
| Divers droite                        |       | DVD   | 16   |
| Union des démocrates et indépendants |       | UDI   | 7    |
| Union pour un mouvement populaire    |       | UMP   | 4    |
| Mouvement Démocrate                  |       | MoDem | 2    |
| Opposition (20 sièges)               |       |       |      |
| Parti Socialiste                     |       | PS    | 17   |
| Parti radical de gauche              |       | PRG   | 3    |
| Président du Conseil général         |       |       |      |
| Jean-Léonce Dupont (UDI)             |       |       |      |

### Assemblée départementale élue
| Parti                                | Sigle | Sigle | Élus |
| ------------------------------------ | ----- | ----- | ---- |
| Majorité (36 sièges)                 |       |       |      |
| Divers droite                        |       | DVD   | 20   |
| Union pour un mouvement populaire    |       | UMP   | 8    |
| Union des démocrates et indépendants |       | UDI   | 6    |
| Mouvement Démocrate                  |       | MoDem | 2    |
| Opposition (14 sièges)               |       |       |      |
| Parti Socialiste                     |       | PS    | 9    |
| Parti radical de gauche              |       | PRG   | 4    |
| Divers gauche                        |       | DVG   | 1    |
| Président du Conseil départemental   |       |       |      |
| Jean-Léonce Dupont (UDI)             |       |       |      |

## Résultats à l'échelle du département

### Résultats par nuances du ministère de l'Intérieur
Les nuances utilisées par le ministère de l'Intérieur ne tiennent pas compte des alliances locales.
| Binômes     | Binômes            | Premier tour | Premier tour | Second tour | Second tour | Sièges |
| Binômes     | Binômes            | Voix         | %            | Voix        | %           | Sièges |
| ----------- | ------------------ | ------------ | ------------ | ----------- | ----------- | ------ |
|             | Union de la droite | 41 275       | 17,23        | 55 768      | 25,88       | 12     |
|             | DVD                | 37 885       | 15,81        | 44 781      | 20,78       | 18     |
|             | UMP                | 7 338        | 3,06         | 10 330      | 4,79        | 2      |
|             | UDI                | 6 071        | 2,53         | 4 904       | 2,28        | 2      |
|             | MoDem              | 4 620        | 1,93         | 4 427       | 2,05        | 2      |
|             | DLF                | 629          | 0,26         |             |             |        |
| Droite      | Droite             | 97 818       | 40,82        | 120 210     | 55,78       | 36     |
|             |                    |              |              |             |             |        |
|             | PS                 | 34 014       | 14,20        | 37 108      | 17,22       | 4      |
|             | DVG                | 25 475       | 10,63        | 13 082      | 6,07        | 4      |
|             | Union de la gauche | 8 602        | 3,59         | 11 671      | 5,42        | 6      |
|             | EÉLV               | 6 118        | 2,55         |             |             |        |
|             | FG                 | 5 829        | 2,43         |             |             |        |
|             | PCF                | 1 550        | 0,65         |             |             |        |
| Gauche      | Gauche             | 81 588       | 34,05        | 61 861      | 28,71       | 14     |
|             |                    |              |              |             |             |        |
|             | FN                 | 54 884       | 22,91        | 33 431      | 15,51       | 0      |
|             |                    |              |              |             |             |        |
|             | Divers             | 4 483        | 1,87         |             |             |        |
|             |                    |              |              |             |             |        |
|             | EXG                | 792          | 0,33         |             |             |        |
|             |                    |              |              |             |             |        |
| Inscrits    | Inscrits           | 490 613      | 100,00       | 466 938     | 100,00      |        |
| Abstentions | Abstentions        | 238 307      | 48,57        | 231 462     | 49,57       |        |
| Votants     | Votants            | 252 306      | 51,43        | 235 476     | 50,43       |        |
| Blancs      | Blancs             | 8 868        | 3,51         | 14 386      | 6,11        |        |
| Nuls        | Nuls               | 3 873        | 1,54         | 5 588       | 2,37        |        |
| Exprimés    | Exprimés           | 239 565      | 94,95        | 215 502     | 91,52       |        |

### Résultats par canton
| Canton                     | Conseiller sortant         | Parti                 | Parti       | Conseiller élu           | Parti           | Parti           |
| -------------------------- | -------------------------- | --------------------- | ----------- | ------------------------ | --------------- | --------------- |
| Aunay-sur-Odon             | Claude Hamelin*            |                       | DVD         | Christian Hauret         |                 | DVD             |
| Aunay-sur-Odon             | Claude Hamelin*            | Sylvie Lenourrichel   | DVD         |                          | DVD             |                 |
| Balleroy                   | Michel Granger*            |                       | DVD         | Canton supprimé          | Canton supprimé | Canton supprimé |
| Bayeux                     | Jean-Léonce Dupont         |                       | UDI         | Jean-Léonce Dupont       |                 | UDI             |
| Bayeux                     | Jean-Léonce Dupont         | Mélanie Lepoultier    | UDI         |                          | DVD             |                 |
| Bény-Bocage                | Alain Declomesnil*         |                       | DVD         | Canton supprimé          | Canton supprimé | Canton supprimé |
| Blangy-le-Château          | Hubert Courseaux           |                       | DVD         | Canton supprimé          | Canton supprimé | Canton supprimé |
| Bourguébus                 | Marc Bourbon               |                       | PS          | Canton supprimé          | Canton supprimé | Canton supprimé |
| Bretteville-l'Orgueilleuse | Canton créé                | Canton créé           | Canton créé | Philippe Laurent         |                 | DVD             |
| Bretteville-l'Orgueilleuse | Canton créé                | Canton créé           | Canton créé | Véronique Martinez       |                 | DVD             |
| Bretteville-sur-Laize      | Jacky Lehugeur             |                       | PS          | Canton supprimé          | Canton supprimé | Canton supprimé |
| Cabourg                    | Xavier Madeleine           |                       | PS          | Olivier Colin            |                 | DVD             |
| Cabourg                    | Xavier Madeleine           | Béatrice Guillaume    | PS          |                          | UMP             |                 |
| Caen-1                     | Jean Lemarié*              |                       | PS          | Sonia de La Provôté      |                 | UDI             |
| Caen-1                     | Jean Lemarié*              | Ludwig Willaume       | PS          |                          | UMP             |                 |
| Caen-2                     | vacant                     |                       | PS          | Patrick Jeannenez        |                 | UMP             |
| Caen-2                     | vacant                     | Stéphanie Yon-Courtin | PS          |                          | DVD             |                 |
| Caen-3                     | Sonia de La Provôté        |                       | UDI         | Salyha Achouchi          |                 | DVG             |
| Caen-3                     | Sonia de La Provôté        | Antoine Casini        | UDI         |                          | PS              |                 |
| Caen-4                     | Antoine Casini             |                       | PS          | Gilles Deterville        |                 | PS              |
| Caen-4                     | Antoine Casini             | Corinne Féret         | PS          |                          | PS              |                 |
| Caen-5                     | Thierry Legouix            |                       | PS          | Jézabel Sueur            |                 | PS              |
| Caen-5                     | Thierry Legouix            | Éric Vève             | PS          |                          | PS              |                 |
| Caen-6                     | Rodolphe Thomas            |                       | MoDem       | Canton supprimé          | Canton supprimé | Canton supprimé |
| Caen-7                     | Bertrand Havard            |                       | PS          | Canton supprimé          | Canton supprimé | Canton supprimé |
| Caen-8                     | Éric Vève                  |                       | PS          | Canton supprimé          | Canton supprimé | Canton supprimé |
| Caen-9                     | Gilles Déterville          |                       | PS          | Canton supprimé          | Canton supprimé | Canton supprimé |
| Caen-10                    | Raymond Slama*             |                       | PS          | Canton supprimé          | Canton supprimé | Canton supprimé |
| Cambremer                  | Xavier Charles             |                       | UDI         | Canton supprimé          | Canton supprimé | Canton supprimé |
| Caumont-l'Éventé           | Sylvie Lenourrichel        |                       | DVD         | Canton supprimé          | Canton supprimé | Canton supprimé |
| Condé-sur-Noireau          | Alexandra Patard*          |                       | UMP         | Valérie Desquesne        |                 | DVD             |
| Condé-sur-Noireau          | Alexandra Patard*          | Michel Roca           | UMP         |                          | DVD             |                 |
| Courseulles-sur-Mer        | Canton créé                | Canton créé           | Canton créé | Christine Durand         |                 | DVD             |
| Courseulles-sur-Mer        | Canton créé                | Canton créé           | Canton créé | Cédric Nouvelot          |                 | UMP             |
| Creully                    | Jean-Pierre Lavisse        |                       | PS          | Canton supprimé          | Canton supprimé | Canton supprimé |
| Douvres-la-Délivrande      | Maryvonne Mottin*          |                       | PRG         | Canton supprimé          | Canton supprimé | Canton supprimé |
| Dozulé                     | Olivier Colin*             |                       | DVD         | Canton supprimé          | Canton supprimé | Canton supprimé |
| Évrecy                     | Henri Girard*              |                       | DVD         | Florence Boulay          |                 | PRG             |
| Évrecy                     | Henri Girard*              | Marc Bourdon          | DVD         |                          | PS              |                 |
| Falaise                    | Canton créé                | Canton créé           | Canton créé | Clara Dewaële-Canouel    |                 | UDI             |
| Falaise                    | Canton créé                | Canton créé           | Canton créé | Claude Leteurtre         |                 | UDI             |
| Falaise-Nord               | Guy Bailliart*             |                       | PS          | Canton supprimé          | Canton supprimé | Canton supprimé |
| Falaise-Sud                | Claude Leteurtre           |                       | UDI         | Canton supprimé          | Canton supprimé | Canton supprimé |
| Hérouville-Saint-Clair     | Canton créé                | Canton créé           | Canton créé | Sylviane Lepoittevin     |                 | MoDem           |
| Hérouville-Saint-Clair     | Canton créé                | Canton créé           | Canton créé | Rodolphe Thomas          |                 | MoDem           |
| Honfleur                   | Michel Lamarre             |                       | DVD         | Canton supprimé          | Canton supprimé | Canton supprimé |
| Honfleur-Deauville         | Canton créé                | Canton créé           | Canton créé | Michel Lamarre           |                 | DVD             |
| Honfleur-Deauville         | Canton créé                | Canton créé           | Canton créé | Colette Nouvel-Rousselot |                 | DVD             |
| Ifs                        | Canton créé                | Canton créé           | Canton créé | Édithe Guillot           |                 | PS              |
| Ifs                        | Canton créé                | Canton créé           | Canton créé | Bertrand Havard          |                 | PS              |
| Lisieux                    | Canton créé                | Canton créé           | Canton créé | Bernard Aubril           |                 | DVD             |
| Lisieux                    | Canton créé                | Canton créé           | Canton créé | Angélique Perini         |                 | DVD             |
| Lisieux-1                  | Bernard Aubril             |                       | UMP         | Canton supprimé          | Canton supprimé | Canton supprimé |
| Lisieux-2                  | Clotilde Valter*           |                       | PS          | Canton supprimé          | Canton supprimé | Canton supprimé |
| Lisieux-3                  | Sylvie Grandin             |                       | UMP         | Canton supprimé          | Canton supprimé | Canton supprimé |
| Livarot                    | Sébastien Leclerc          |                       | DVD         | Sébastien Leclerc        |                 | UMP             |
| Livarot                    | Sébastien Leclerc          | Véronique Maymaud     | DVD         |                          | DVD             |                 |
| Mézidon-Canon              | Régine Michel*             |                       | PS          | Xavier Charles           |                 | UDI             |
| Mézidon-Canon              | Régine Michel*             | Virginie Le Dressay   | PS          |                          | DVD             |                 |
| Morteaux-Coulibœuf         | Clara Dewaële              |                       | UDI         | Canton supprimé          | Canton supprimé | Canton supprimé |
| Orbec                      | Patrick Beaujan*           |                       | UDI         | Canton supprimé          | Canton supprimé | Canton supprimé |
| Ouistreham                 | André Ledran*              |                       | PS          | Michel Fricout           |                 | UMP             |
| Ouistreham                 | André Ledran*              | Claire Trouvé         | PS          |                          | UMP             |                 |
| Pont-l'Évêque              | Yves Deshayes*             |                       | DVD         | Hubert Courseaux         |                 | DVD             |
| Pont-l'Évêque              | Yves Deshayes*             | Audrey Gadenne        | DVD         |                          | UDI             |                 |
| Ryes                       | François de Bourgoing      |                       | UMP         | Canton supprimé          | Canton supprimé | Canton supprimé |
| Saint-Pierre-sur-Dives     | Michel Bénard*             |                       | DVD         | Canton supprimé          | Canton supprimé | Canton supprimé |
| Saint-Sever-Calvados       | Catherine Gourney-Leconte* |                       | DVD         | Canton supprimé          | Canton supprimé | Canton supprimé |
| Thury-Harcourt             | Paul Chandelier            |                       | DVD         | Paul Chandelier          |                 | DVD             |
| Thury-Harcourt             | Paul Chandelier            | Sylvie Jacq           | DVD         |                          | DVD             |                 |
| Tilly-sur-Seulles          | Olivier Quesnot            |                       | PS          | Canton supprimé          | Canton supprimé | Canton supprimé |
| Trévières                  | Jean-Pierre Richard        |                       | DVD         | Patricia Gady-Duquesne   |                 | DVD             |
| Trévières                  | Jean-Pierre Richard        | Jean-Pierre Richard   | DVD         |                          | UMP             |                 |
| Troarn                     | Christian Piélot           |                       | PS          | Coralie Arruego          |                 | PRG             |
| Troarn                     | Christian Piélot           | Christian Piélot      | PS          |                          | PS              |                 |
| Trouville-sur-Mer          | Anne d'Ornano*             |                       | DVD         | Canton supprimé          | Canton supprimé | Canton supprimé |
| Vassy                      | Michel Roca                |                       | DVD         | Canton supprimé          | Canton supprimé | Canton supprimé |
| Villers-Bocage             | Marie-Odile Marie          |                       | MoDem       | Canton supprimé          | Canton supprimé | Canton supprimé |
| Vire                       | Marc Andreu Sabater        |                       | PRG         | Marc Andreu Sabater      |                 | PRG             |
| Vire                       | Marc Andreu Sabater        | Reine Eude            | PRG         |                          | PRG             |                 |

* Conseillers généraux sortants ne se représentant pas

## Résultats par canton

### Canton d'Aunay-sur-Odon
| Candidats   | Candidats            | Partis      | Partis      | Premier tour | Premier tour | Second tour | Second tour |
| Candidats   | Candidats            | Partis      | Partis      | Voix         | %            | Voix        | %           |
| ----------- | -------------------- | ----------- | ----------- | ------------ | ------------ | ----------- | ----------- |
| 1           | Cédric Evano         |             | DVG         | 1 790        | 21,27        |             |             |
| 1           | Lydie Queudeville    |             | DVG         | 1 790        | 21,27        |             |             |
| 2           | Corinne Forveille    |             | UMP         | 1 787        | 21,23        |             |             |
| 2           | Patrick Saint-Lo     |             | MoDem       | 1 787        | 21,23        |             |             |
| 3           | Christian Hauret     |             | DVD         | 2 005        | 23,82        | 5 141       | 61,12       |
| 3           | Sylvie Lenourrichel  |             | DVD         | 2 005        | 23,82        | 5 141       | 61,12       |
| 4           | Sabine de Villeroché |             | FN          | 2 835        | 33,68        | 3 271       | 38,88       |
| 4           | Denis Derdos         |             | FN          | 2 835        | 33,68        | 3 271       | 38,88       |
|             |                      |             |             |              |              |             |             |
| Inscrits    | Inscrits             | Inscrits    | Inscrits    | 18 163       | 100,00       | 18 169      | 100,00      |
| Abstentions | Abstentions          | Abstentions | Abstentions | 9 138        | 50,31        | 8 867       | 48,8        |
| Votants     | Votants              | Votants     | Votants     | 9 025        | 49,69        | 9 302       | 51,2        |
| Blancs      | Blancs               | Blancs      | Blancs      | 423          | 4,69         | 670         | 7,2         |
| Nuls        | Nuls                 | Nuls        | Nuls        | 185          | 2,05         | 220         | 2,37        |
| Exprimés    | Exprimés             | Exprimés    | Exprimés    | 8 417        | 93,26        | 8 412       | 90,43       |

### Canton de Bayeux
| Candidats            | Candidats           | Partis      | Partis      | Premier tour | Premier tour | Second tour | Second tour |
| Candidats            | Candidats           | Partis      | Partis      | Voix         | %            | Voix        | %           |
| -------------------- | ------------------- | ----------- | ----------- | ------------ | ------------ | ----------- | ----------- |
| 1                    | Serge Michelini     |             | FN          | 2 378        | 22,25        | 2 632       | 26,84       |
| 1                    | Fabienne Perrin     |             | FN          | 2 378        | 22,25        | 2 632       | 26,84       |
| 2                    | Laure Adam Chapron  |             | ND          | 1 287        | 12,04        |             |             |
| 2                    | Frédric Toutain     |             | ND          | 1 287        | 12,04        |             |             |
| 3                    | Jean-Léonce Dupont* |             | UDI         | 5 106        | 47,78        | 7 173       | 73,16       |
| 3                    | Mélanie Lepoultier  |             | DVD         | 5 106        | 47,78        | 7 173       | 73,16       |
| 4                    | Pauline Granger     |             | PS          | 1 916        | 17,93        |             |             |
| 4                    | Stéphane Guillot    |             | PS          | 1 916        | 17,93        |             |             |
|                      |                     |             |             |              |              |             |             |
| Inscrits             | Inscrits            | Inscrits    | Inscrits    | 21 747       | 100,00       | 21 732      | 100,00      |
| Abstentions          | Abstentions         | Abstentions | Abstentions | 10 468       | 48,14        | 10 736      | 49,4        |
| Votants              | Votants             | Votants     | Votants     | 11 279       | 51,86        | 10 996      | 50,6        |
| Blancs               | Blancs              | Blancs      | Blancs      | 377          | 3,34         | 875         | 7,96        |
| Nuls                 | Nuls                | Nuls        | Nuls        | 215          | 1,91         | 316         | 2,87        |
| Exprimés             | Exprimés            | Exprimés    | Exprimés    | 10 687       | 94,75        | 9 805       | 89,17       |
| * conseiller sortant |                     |             |             |              |              |             |             |

### Canton de Bretteville-l'Orgueilleuse
| Candidats            | Candidats          | Partis      | Partis      | Premier tour | Premier tour | Second tour | Second tour |
| Candidats            | Candidats          | Partis      | Partis      | Voix         | %            | Voix        | %           |
| -------------------- | ------------------ | ----------- | ----------- | ------------ | ------------ | ----------- | ----------- |
| 1                    | Noëmie Toudic      |             | PCF         | 1 737        | 17,25        |             |             |
| 1                    | François Touyon    |             | PCF         | 1 737        | 17,25        |             |             |
| 2                    | Aurélie Lavisse    |             | PS          | 2 098        | 20,83        |             |             |
| 2                    | Yves Marquer       |             | PS          | 2 098        | 20,83        |             |             |
| 3                    | Marie-Odile Marie* |             | MoDem       | 1 264        | 12,55        |             |             |
| 3                    | Olivier Quesnot*   |             | PS          | 1 264        | 12,55        |             |             |
| 4                    | Philippe Laurent   |             | DVD         | 2 680        | 26,61        | 6 205       | 70,9        |
| 4                    | Véronique Martinez |             | DVD         | 2 680        | 26,61        | 6 205       | 70,9        |
| 5                    | Sylvie Lebois      |             | FN          | 2 291        | 22,75        | 2 547       | 29,1        |
| 5                    | Georges Lemarchand |             | FN          | 2 291        | 22,75        | 2 547       | 29,1        |
|                      |                    |             |             |              |              |             |             |
| Inscrits             | Inscrits           | Inscrits    | Inscrits    | 19 836       | 100,00       | 19 836      | 100,00      |
| Abstentions          | Abstentions        | Abstentions | Abstentions | 9 182        | 46,29        | 9 496       | 47,87       |
| Votants              | Votants            | Votants     | Votants     | 10 654       | 53,71        | 10 340      | 52,13       |
| Blancs               | Blancs             | Blancs      | Blancs      | 419          | 3,93         | 1 314       | 12,71       |
| Nuls                 | Nuls               | Nuls        | Nuls        | 165          | 1,55         | 274         | 2,65        |
| Exprimés             | Exprimés           | Exprimés    | Exprimés    | 10 070       | 94,52        | 8 752       | 84,64       |
| * conseiller sortant |                    |             |             |              |              |             |             |

### Canton de Cabourg
| Candidats            | Candidats            | Partis      | Partis      | Premier tour | Premier tour | Second tour | Second tour |
| Candidats            | Candidats            | Partis      | Partis      | Voix         | %            | Voix        | %           |
| -------------------- | -------------------- | ----------- | ----------- | ------------ | ------------ | ----------- | ----------- |
| 1                    | Olivier Colin*       |             | DVD         | 4 525        | 37,42        | 7 368       | 70,41       |
| 1                    | Béatrice Guillaume   |             | UMP         | 4 525        | 37,42        | 7 368       | 70,41       |
| 2                    | Sylvie Dupont        |             | PS          | 2 350        | 19,43        |             |             |
| 2                    | Xavier Madelaine*    |             | PS          | 2 350        | 19,43        |             |             |
| 3                    | Martial Chery        |             | FN          | 2 924        | 24,18        | 3 096       | 29,59       |
| 3                    | Adèle David          |             | FN          | 2 924        | 24,18        | 3 096       | 29,59       |
| 4                    | Florence Lepennetier |             | PCF         | 2 295        | 18,98        |             |             |
| 4                    | Pierre Mouraret      |             | PCF         | 2 295        | 18,98        |             |             |
|                      |                      |             |             |              |              |             |             |
| Inscrits             | Inscrits             | Inscrits    | Inscrits    | 23 270       | 100,00       | 23 248      | 100,00      |
| Abstentions          | Abstentions          | Abstentions | Abstentions | 10 621       | 45,64        | 11 326      | 48,72       |
| Votants              | Votants              | Votants     | Votants     | 12 649       | 54,36        | 11 922      | 51,28       |
| Blancs               | Blancs               | Blancs      | Blancs      | 413          | 3,27         | 1 075       | 9,02        |
| Nuls                 | Nuls                 | Nuls        | Nuls        | 142          | 1,12         | 383         | 3,21        |
| Exprimés             | Exprimés             | Exprimés    | Exprimés    | 12 094       | 95,61        | 10 464      | 87,77       |
| * conseiller sortant |                      |             |             |              |              |             |             |

### Canton de Caen-1
| Candidats            | Candidats            | Partis      | Partis      | Premier tour | Premier tour | Second tour | Second tour |
| Candidats            | Candidats            | Partis      | Partis      | Voix         | %            | Voix        | %           |
| -------------------- | -------------------- | ----------- | ----------- | ------------ | ------------ | ----------- | ----------- |
| 1                    | Jorma Accard         |             | PS          | 2 785        | 29,32        | 4 098       | 45,26       |
| 1                    | Martine Denis        |             | PS          | 2 785        | 29,32        | 4 098       | 45,26       |
| 2                    | Henri Philippe       |             | FN          | 1 241        | 13,06        |             |             |
| 2                    | Évelyne Sorel        |             | FN          | 1 241        | 13,06        |             |             |
| 3                    | Sonia de La Provôté* |             | UDI         | 3 932        | 41,39        | 4 957       | 54,74       |
| 3                    | Ludwig Willaume      |             | UMP         | 3 932        | 41,39        | 4 957       | 54,74       |
| 4                    | Pascale Élie         |             | PCF         | 670          | 7,05         |             |             |
| 4                    | Aurélien Guidi       |             | PCF         | 670          | 7,05         |             |             |
| 5                    | Caroline Amiel       |             | EÉLV        | 871          | 9,17         |             |             |
| 5                    | Olivier Fatou        |             | EÉLV        | 871          | 9,17         |             |             |
|                      |                      |             |             |              |              |             |             |
| Inscrits             | Inscrits             | Inscrits    | Inscrits    | 18 877       | 100,00       | 18 877      | 100,00      |
| Abstentions          | Abstentions          | Abstentions | Abstentions | 9 004        | 47,7         | 9 226       | 48,87       |
| Votants              | Votants              | Votants     | Votants     | 9 873        | 52,3         | 9 651       | 51,13       |
| Blancs               | Blancs               | Blancs      | Blancs      | 212          | 2,15         | 351         | 3,64        |
| Nuls                 | Nuls                 | Nuls        | Nuls        | 162          | 1,64         | 245         | 2,54        |
| Exprimés             | Exprimés             | Exprimés    | Exprimés    | 9 499        | 96,21        | 9 055       | 93,82       |
| * conseiller sortant |                      |             |             |              |              |             |             |

### Canton de Caen-2
| Candidats   | Candidats             | Partis      | Partis      | Premier tour | Premier tour | Second tour | Second tour |
| Candidats   | Candidats             | Partis      | Partis      | Voix         | %            | Voix        | %           |
| ----------- | --------------------- | ----------- | ----------- | ------------ | ------------ | ----------- | ----------- |
| 1           | Xavier Botel          |             | FN          | 1 624        | 18,09        |             |             |
| 1           | Patricia Bourgeois    |             | FN          | 1 624        | 18,09        |             |             |
| 2           | Mathilde Fauvel       |             | E!          | 586          | 6,53         |             |             |
| 2           | Jean-Claude Périer    |             | E!          | 586          | 6,53         |             |             |
| 3           | Francescu Garoby      |             | EÉLV        | 759          | 8,46         |             |             |
| 3           | Clara Osadtchy        |             | EÉLV        | 759          | 8,46         |             |             |
| 4           | Pascal Leroy          |             | PS          | 2 686        | 29,92        | 2 791       | 46,59       |
| 4           | Lucie Salley          |             | PS          | 2 686        | 29,92        | 2 791       | 46,59       |
| 5           | Patrick Jeannenez     |             | UMP         | 3 321        | 37           | 4 539       | 53,04       |
| 5           | Stéphanie Yon-Courtin |             | DVD         | 3 321        | 37           | 4 539       | 53,04       |
|             |                       |             |             |              |              |             |             |
| Inscrits    | Inscrits              | Inscrits    | Inscrits    | 18 859       | 100,00       | 18 859      | 100,00      |
| Abstentions | Abstentions           | Abstentions | Abstentions | 9 475        | 50,24        | 9 621       | 51,02       |
| Votants     | Votants               | Votants     | Votants     | 9 384        | 49,76        | 9 238       | 48,98       |
| Blancs      | Blancs                | Blancs      | Blancs      | 301          | 3,21         | 489         | 5,29        |
| Nuls        | Nuls                  | Nuls        | Nuls        | 107          | 1,14         | 191         | 2,07        |
| Exprimés    | Exprimés              | Exprimés    | Exprimés    | 8 976        | 95,65        | 8 558       | 92,64       |

### Canton de Caen-3
| Candidats   | Candidats            | Partis      | Partis      | Premier tour | Premier tour | Second tour | Second tour |
| Candidats   | Candidats            | Partis      | Partis      | Voix         | %            | Voix        | %           |
| ----------- | -------------------- | ----------- | ----------- | ------------ | ------------ | ----------- | ----------- |
| 1           | Jean-Luc Charlot     |             | EÉLV        | 557          | 8,81         |             |             |
| 1           | Émilie Dumaine       |             | EÉLV        | 557          | 8,81         |             |             |
| 2           | Gwaënaelle Collin    |             | UPR         | 88           | 1,39         |             |             |
| 2           | Térence Domer        |             | UPR         | 88           | 1,39         |             |             |
| 3           | Sabrina Joret        |             | FN          | 832          | 13,16        |             |             |
| 3           | Franck Lejeune       |             | FN          | 832          | 13,16        |             |             |
| 4           | Salyha Achouchi      |             | DVG         | 2 289        | 36,2         | 3 200       | 53,41       |
| 4           | Antoine Casini       |             | PS          | 2 289        | 36,2         | 3 200       | 53,41       |
| 5           | Daniel Fouquet       |             | PG          | 349          | 5,52         |             |             |
| 5           | Marie-Claude Herboux |             | E!          | 349          | 5,52         |             |             |
| 6           | Amandine François    |             | UMP         | 2 119        | 33,51        | 2 791       | 46,59       |
| 6           | Patrice Michard      |             | MoDem       | 2 119        | 33,51        | 2 791       | 46,59       |
| 7           | Rémi Aillaud         |             | COM         | 89           | 1,41         |             |             |
| 7           | Joëlle d'Hérouville  |             | COM         | 89           | 1,41         |             |             |
|             |                      |             |             |              |              |             |             |
| Inscrits    | Inscrits             | Inscrits    | Inscrits    | 12 938       | 100,00       | 12 938      | 100,00      |
| Abstentions | Abstentions          | Abstentions | Abstentions | 6 423        | 49,64        | 6 541       | 50,56       |
| Votants     | Votants              | Votants     | Votants     | 6 515        | 50,36        | 6 397       | 49,44       |
| Blancs      | Blancs               | Blancs      | Blancs      | 142          | 2,18         | 269         | 4,21        |
| Nuls        | Nuls                 | Nuls        | Nuls        | 50           | 0,77         | 137         | 2,14        |
| Exprimés    | Exprimés             | Exprimés    | Exprimés    | 6 323        | 97,05        | 5 991       | 93,65       |

### Canton de Caen-4
| Candidats            | Candidats          | Partis      | Partis      | Premier tour | Premier tour | Second tour | Second tour |
| Candidats            | Candidats          | Partis      | Partis      | Voix         | %            | Voix        | %           |
| -------------------- | ------------------ | ----------- | ----------- | ------------ | ------------ | ----------- | ----------- |
| 1                    | Nadine Bisson      |             | FN          | 1 195        | 18,58        |             |             |
| 1                    | Dominique Salles   |             | FN          | 1 195        | 18,58        |             |             |
| 2                    | Sonia Dumesnil     |             | SE          | 243          | 3,78         |             |             |
| 2                    | Samuel Landon      |             | SE          | 243          | 3,78         |             |             |
| 3                    | Francis Joly       |             | EÉLV        | 807          | 12,55        |             |             |
| 3                    | Céline Pain        |             | EÉLV        | 807          | 12,55        |             |             |
| 4                    | Gilles Deterville* |             | PS          | 2 073        | 32,23        | 3 423       | 58,69       |
| 4                    | Corinne Feret      |             | PS          | 2 073        | 32,23        | 3 423       | 58,69       |
| 5                    | Lilian Bellet      |             | PCF         | 570          | 8,86         |             |             |
| 5                    | Sylvie Relland     |             | PCF         | 570          | 8,86         |             |             |
| 6                    | Jean Debelle       |             | DVD         | 1 544        | 24,00        | 2 409       | 41,31       |
| 6                    | Émilie Rochefort   |             | UMP         | 1 544        | 24,00        | 2 409       | 41,31       |
|                      |                    |             |             |              |              |             |             |
| Inscrits             | Inscrits           | Inscrits    | Inscrits    | 13 942       | 100,00       | 13 942      | 100,00      |
| Abstentions          | Abstentions        | Abstentions | Abstentions | 7 285        | 52,25        | 7 571       | 54,3        |
| Votants              | Votants            | Votants     | Votants     | 6 657        | 47,75        | 6 371       | 45,7        |
| Blancs               | Blancs             | Blancs      | Blancs      | 163          | 2,45         | 376         | 5,9         |
| Nuls                 | Nuls               | Nuls        | Nuls        | 62           | 0,93         | 163         | 2,56        |
| Exprimés             | Exprimés           | Exprimés    | Exprimés    | 6 432        | 96,62        | 5 832       | 91,54       |
| * conseiller sortant |                    |             |             |              |              |             |             |

### Canton de Caen-5
| Candidats   | Candidats                | Partis      | Partis      | Premier tour | Premier tour | Second tour | Second tour |
| Candidats   | Candidats                | Partis      | Partis      | Voix         | %            | Voix        | %           |
| ----------- | ------------------------ | ----------- | ----------- | ------------ | ------------ | ----------- | ----------- |
| 1           | Nicolas Joyau            |             | MoDem       | 2 779        | 33,86        | 3 674       | 47,81       |
| 1           | Sylvie Morin-Mouchenotte |             | UMP         | 2 779        | 33,86        | 3 674       | 47,81       |
| 2           | Jézabel Sueur            |             | PS          | 2 754        | 33,55        | 4 010       | 52,19       |
| 2           | Éric Vève                |             | PS          | 2 754        | 33,55        | 4 010       | 52,19       |
| 3           | Martine Lepetit          |             | FN          | 1 158        | 14,11        |             |             |
| 3           | Gaëtan Wiart             |             | FN          | 1 158        | 14,11        |             |             |
| 4           | Alexandra Beldjoudi      |             | EÉLV        | 829          | 10,10        |             |             |
| 4           | Jocelyn Parot            |             | EÉLV        | 829          | 10,10        |             |             |
| 5           | Béatrice Dupont          |             | FG          | 688          | 8,38         |             |             |
| 5           | Christian Letellier      |             | PCF         | 688          | 8,38         |             |             |
|             |                          |             |             |              |              |             |             |
| Inscrits    | Inscrits                 | Inscrits    | Inscrits    | 16 688       | 100,00       | 16 688      | 100,00      |
| Abstentions | Abstentions              | Abstentions | Abstentions | 8 124        | 48,68        | 8 389       | 50,27       |
| Votants     | Votants                  | Votants     | Votants     | 8 564        | 51,32        | 8 299       | 49,73       |
| Blancs      | Blancs                   | Blancs      | Blancs      | 249          | 2,91         | 406         | 4,89        |
| Nuls        | Nuls                     | Nuls        | Nuls        | 107          | 1,25         | 209         | 2,52        |
| Exprimés    | Exprimés                 | Exprimés    | Exprimés    | 8 208        | 95,84        | 7 684       | 92,59       |

### Canton de Condé-sur-Noireau
| Candidats   | Candidats         | Partis      | Partis      | Premier tour | Premier tour | Second tour | Second tour |
| Candidats   | Candidats         | Partis      | Partis      | Voix         | %            | Voix        | %           |
| ----------- | ----------------- | ----------- | ----------- | ------------ | ------------ | ----------- | ----------- |
| 1           | Lydie Chauffray   |             | DVG         | 2 567        | 30,97        | 2 834       | 31,62       |
| 1           | Didier Duchemin   |             | PRG         | 2 567        | 30,97        | 2 834       | 31,62       |
| 2           | Cyril Malaquin    |             | FN          | 2 522        | 30,43        | 2 522       | 28,14       |
| 2           | Harmony Thirard   |             | FN          | 2 522        | 30,43        | 2 522       | 28,14       |
| 3           | Valérie Desquesne |             | DVD         | 3 200        | 38,61        | 3 607       | 40,24       |
| 3           | Michel Roca       |             | DVD         | 3 200        | 38,61        | 3 607       | 40,24       |
|             |                   |             |             |              |              |             |             |
| Inscrits    | Inscrits          | Inscrits    | Inscrits    | 17 414       | 100,00       | 17 398      | 100,00      |
| Abstentions | Abstentions       | Abstentions | Abstentions | 8 385        | 48,15        | 7 998       | 45,97       |
| Votants     | Votants           | Votants     | Votants     | 9 029        | 51,85        | 9 400       | 54,03       |
| Blancs      | Blancs            | Blancs      | Blancs      | 528          | 5,85         | 282         | 3           |
| Nuls        | Nuls              | Nuls        | Nuls        | 212          | 2,35         | 155         | 1,65        |
| Exprimés    | Exprimés          | Exprimés    | Exprimés    | 8 289        | 91,8         | 8 963       | 95,35       |

### Canton de Courseulles-sur-Mer
| Candidats            | Candidats              | Partis      | Partis      | Premier tour | Premier tour | Second tour | Second tour |
| Candidats            | Candidats              | Partis      | Partis      | Voix         | %            | Voix        | %           |
| -------------------- | ---------------------- | ----------- | ----------- | ------------ | ------------ | ----------- | ----------- |
| 1                    | Jean-Pierre Lavisse*   |             | PS          | 2 758        | 23,09        | 4 605       | 43,05       |
| 1                    | Chrystèle Pouchin      |             | PS          | 2 758        | 23,09        | 4 605       | 43,05       |
| 2                    | Véronique Rivière      |             | M'PEP       | 211          | 1,77         |             |             |
| 2                    | Yves Rouillé           |             | M'PEP       | 211          | 1,77         |             |             |
| 3                    | Christine Durand       |             | DVD         | 3 437        | 28,77        | 6 092       | 56,95       |
| 3                    | Cédric Nouvelot        |             | UMP         | 3 437        | 28,77        | 6 092       | 56,95       |
| 4                    | Danièle Folliot        |             | FN          | 2 462        | 20,61        |             |             |
| 4                    | Sylvain Pichery        |             | FN          | 2 462        | 20,61        |             |             |
| 5                    | François de Bourgoing* |             | DVD         | 1 590        | 13,31        |             |             |
| 5                    | Mirella Regard         |             | DVD         | 1 590        | 13,31        |             |             |
| 6                    | Sylvain Lannehard      |             | PG,         | 1 488        | 12,46        |             |             |
| 6                    | Fabienne Lisse         |             | EÉLV,       | 1 488        | 12,46        |             |             |
|                      |                        |             |             |              |              |             |             |
| Inscrits             | Inscrits               | Inscrits    | Inscrits    | 23 308       | 100,00       | 23 306      | 100,00      |
| Abstentions          | Abstentions            | Abstentions | Abstentions | 10 886       | 46,7         | 11 464      | 49,19       |
| Votants              | Votants                | Votants     | Votants     | 12 422       | 53,3         | 11 842      | 50,81       |
| Blancs               | Blancs                 | Blancs      | Blancs      | 354          | 2,85         | 835         | 7,05        |
| Nuls                 | Nuls                   | Nuls        | Nuls        | 122          | 0,98         | 310         | 2,62        |
| Exprimés             | Exprimés               | Exprimés    | Exprimés    | 11 946       | 96,17        | 10 697      | 90,33       |
| * conseiller sortant |                        |             |             |              |              |             |             |

### Canton d'Évrecy
| Candidats   | Candidats          | Partis      | Partis      | Premier tour | Premier tour | Second tour | Second tour |
| Candidats   | Candidats          | Partis      | Partis      | Voix         | %            | Voix        | %           |
| ----------- | ------------------ | ----------- | ----------- | ------------ | ------------ | ----------- | ----------- |
| 1           | Philippe Caval     |             | FN          | 2 548        | 23,07        |             |             |
| 1           | Jocelyne Huet      |             | FN          | 2 548        | 23,07        |             |             |
| 2           | Florence Boulay    |             | PRG         | 3 819        | 34,57        | 5 240       | 52,37       |
| 2           | Marc Bourbon       |             | PS          | 3 819        | 34,57        | 5 240       | 52,37       |
| 3           | Pascal Gonet       |             | EÉLV        | 1 260        | 11,41        |             |             |
| 3           | Catherine Lemarois |             | PCF         | 1 260        | 11,41        |             |             |
| 4           | Gérard Le Barron   |             | UDI         | 3 420        | 30,96        | 4 766       | 47,63       |
| 4           | Jennifer Letellier |             | UMP         | 3 420        | 30,96        | 4 766       | 47,63       |
|             |                    |             |             |              |              |             |             |
| Inscrits    | Inscrits           | Inscrits    | Inscrits    | 22 375       | 100,00       | 22 383      | 100,00      |
| Abstentions | Abstentions        | Abstentions | Abstentions | 10 606       | 47,4         | 11 185      | 49,97       |
| Votants     | Votants            | Votants     | Votants     | 11 769       | 52,6         | 11 198      | 50,03       |
| Blancs      | Blancs             | Blancs      | Blancs      | 455          | 3,87         | 894         | 7,98        |
| Nuls        | Nuls               | Nuls        | Nuls        | 267          | 2,27         | 298         | 2,66        |
| Exprimés    | Exprimés           | Exprimés    | Exprimés    | 11 047       | 93,87        | 10 006      | 89,36       |

### Canton de Falaise
| Candidats            | Candidats              | Partis      | Partis      | Premier tour | Premier tour | Second tour | Second tour |
| Candidats            | Candidats              | Partis      | Partis      | Voix         | %            | Voix        | %           |
| -------------------- | ---------------------- | ----------- | ----------- | ------------ | ------------ | ----------- | ----------- |
| 1                    | Hervé Maunoury         |             | PS          | 2 911        | 28,31        | 2 970       | 28,66       |
| 1                    | Anne Pollet            |             | PS          | 2 911        | 28,31        | 2 970       | 28,66       |
| 2                    | Christian Durant       |             | FN          | 2 655        | 25,82        | 2 488       | 24,01       |
| 2                    | Christelle Lechevalier |             | FN          | 2 655        | 25,82        | 2 488       | 24,01       |
| 3                    | Clara Dewaële-Canouel* |             | UDI         | 4 715        | 45,86        | 4 904       | 47,33       |
| 3                    | Claude Leteurtre       |             | UDI         | 4 715        | 45,86        | 4 904       | 47,33       |
|                      |                        |             |             |              |              |             |             |
| Inscrits             | Inscrits               | Inscrits    | Inscrits    | 19 636       | 100,00       | 19 627      | 100,00      |
| Abstentions          | Abstentions            | Abstentions | Abstentions | 8 778        | 44,7         | 8 848       | 45,08       |
| Votants              | Votants                | Votants     | Votants     | 10 858       | 55,3         | 10 779      | 54,92       |
| Blancs               | Blancs                 | Blancs      | Blancs      | 371          | 3,42         | 316         | 2,93        |
| Nuls                 | Nuls                   | Nuls        | Nuls        | 206          | 1,9          | 101         | 0,94        |
| Exprimés             | Exprimés               | Exprimés    | Exprimés    | 10 281       | 94,69        | 10 362      | 96,13       |
| * conseiller sortant |                        |             |             |              |              |             |             |

### Canton d'Hérouville-Saint-Clair
| Candidats            | Candidats                      | Partis      | Partis      | Premier tour | Premier tour | Second tour | Second tour |
| Candidats            | Candidats                      | Partis      | Partis      | Voix         | %            | Voix        | %           |
| -------------------- | ------------------------------ | ----------- | ----------- | ------------ | ------------ | ----------- | ----------- |
| 1                    | Gabrielle Gilbert              |             | PS          | 2 157        | 25,80        | 3 105       | 41,22       |
| 1                    | Thierry Legouix*               |             | PS          | 2 157        | 25,80        | 3 105       | 41,22       |
| 2                    | Georges Marchand               |             | PCF         | 136          | 1,63         |             |             |
| 2                    | Marie-Christine Ziani-Thibault |             | PCF         | 136          | 1,63         |             |             |
| 3                    | Nicolas Kirkitadze             |             | FN          | 1 139        | 13,62        |             |             |
| 3                    | Christelle Suzanne             |             | FN          | 1 139        | 13,62        |             |             |
| 4                    | Sylviane Lepoittevin           |             | MoDem       | 3 909        | 46,76        | 4 427       | 58,78       |
| 4                    | Rodolphe Thomas                |             | MoDem       | 3 909        | 46,76        | 4 427       | 58,78       |
| 5                    | Jocelyne Ambroise              |             | FG          | 1 019        | 12,19        |             |             |
| 5                    | Pascal Rogue                   |             | EÉLV        | 1 019        | 12,19        |             |             |
|                      |                                |             |             |              |              |             |             |
| Inscrits             | Inscrits                       | Inscrits    | Inscrits    | 17 101       | 100,00       | 17 100      | 100,00      |
| Abstentions          | Abstentions                    | Abstentions | Abstentions | 8 494        | 49,67        | 9 035       | 52,84       |
| Votants              | Votants                        | Votants     | Votants     | 8 607        | 50,33        | 8 065       | 47,16       |
| Blancs               | Blancs                         | Blancs      | Blancs      | 168          | 1,95         | 348         | 4,31        |
| Nuls                 | Nuls                           | Nuls        | Nuls        | 79           | 0,92         | 185         | 2,29        |
| Exprimés             | Exprimés                       | Exprimés    | Exprimés    | 8 360        | 97,13        | 7 532       | 93,39       |
| * conseiller sortant |                                |             |             |              |              |             |             |

### Canton de Honfleur-Deauville
| Candidats            | Candidats                | Partis      | Partis      | Premier tour | Premier tour | Second tour | Second tour |
| Candidats            | Candidats                | Partis      | Partis      | Voix         | %            | Voix        | %           |
| -------------------- | ------------------------ | ----------- | ----------- | ------------ | ------------ | ----------- | ----------- |
| 1                    | Aurélie Danel            |             | DVD         | 3 327        | 31,58        | 3 773       | 39,95       |
| 1                    | Michel Marescot          |             | DVD         | 3 327        | 31,58        | 3 773       | 39,95       |
| 2                    | Michel Lamarre*          |             | DVD         | 4 990        | 47,37        | 5 671       | 60,05       |
| 2                    | Colette Nouvel-Rousselot |             | DVD         | 4 990        | 47,37        | 5 671       | 60,05       |
| 3                    | Yanne-Marie O'Coohoon    |             | FN          | 2 218        | 21,05        |             |             |
| 3                    | Ludovic Tommeray         |             | FN          | 2 218        | 21,05        |             |             |
|                      |                          |             |             |              |              |             |             |
| Inscrits             | Inscrits                 | Inscrits    | Inscrits    | 23 428       | 100,00       | 23 428      | 100,00      |
| Abstentions          | Abstentions              | Abstentions | Abstentions | 12 282       | 52,42        | 13 277      | 56,67       |
| Votants              | Votants                  | Votants     | Votants     | 11 146       | 47,58        | 10 151      | 43,33       |
| Blancs               | Blancs                   | Blancs      | Blancs      | 407          | 3,65         | 472         | 4,65        |
| Nuls                 | Nuls                     | Nuls        | Nuls        | 204          | 1,83         | 235         | 2,32        |
| Exprimés             | Exprimés                 | Exprimés    | Exprimés    | 10 535       | 94,52        | 9 444       | 93,04       |
| * conseiller sortant |                          |             |             |              |              |             |             |

### Canton d'Ifs
| Candidats   | Candidats           | Partis      | Partis      | Premier tour | Premier tour | Second tour | Second tour |
| Candidats   | Candidats           | Partis      | Partis      | Voix         | %            | Voix        | %           |
| ----------- | ------------------- | ----------- | ----------- | ------------ | ------------ | ----------- | ----------- |
| 1           | Édithe Guillot      |             | PS          | 3 232        | 30,48        | 5 556       | 58,67       |
| 1           | Bertrand Havard     |             | PS          | 3 232        | 30,48        | 5 556       | 58,67       |
| 2           | Fabrice Adam        |             | PCF         | 207          | 1,95         |             |             |
| 2           | Jocelyne Le Magoéro |             | PCF         | 207          | 1,95         |             |             |
| 3           | Noëlle Le Maulf     |             | EÉLV        | 2 311        | 21,80        |             |             |
| 3           | Gérard Leneveu      |             | FG          | 2 311        | 21,80        |             |             |
| 4           | Marc Caldironi      |             | FN          | 2 274        | 21,45        |             |             |
| 4           | Michèle Fontaine    |             | FN          | 2 274        | 21,45        |             |             |
| 5           | Jérôme Hommais      |             | MoDem       | 2 579        | 24,32        | 3 914       | 41,33       |
| 5           | Aminthe Renouf      |             | UMP         | 2 579        | 24,32        | 3 914       | 41,33       |
|             |                     |             |             |              |              |             |             |
| Inscrits    | Inscrits            | Inscrits    | Inscrits    | 22 052       | 100,00       | 22 053      | 100,00      |
| Abstentions | Abstentions         | Abstentions | Abstentions | 10 966       | 49,73        | 11 647      | 52,81       |
| Votants     | Votants             | Votants     | Votants     | 11 086       | 50,27        | 10 406      | 47,19       |
| Blancs      | Blancs              | Blancs      | Blancs      | 409          | 3,69         | 652         | 6,27        |
| Nuls        | Nuls                | Nuls        | Nuls        | 74           | 0,67         | 284         | 2,73        |
| Exprimés    | Exprimés            | Exprimés    | Exprimés    | 10 603       | 95,64        | 9 470       | 91,01       |

### Canton de Lisieux
| Candidats            | Candidats          | Partis      | Partis      | Premier tour | Premier tour | Second tour | Second tour |
| Candidats            | Candidats          | Partis      | Partis      | Voix         | %            | Voix        | %           |
| -------------------- | ------------------ | ----------- | ----------- | ------------ | ------------ | ----------- | ----------- |
| 1                    | Sabrina Demchi     |             | NPA         | 149          | 1,86         |             |             |
| 1                    | Johann Le Bellec   |             | NPA         | 149          | 1,86         |             |             |
| 2                    | Valérie Burel      |             | PS          | 1 289        | 16,07        |             |             |
| 2                    | Olivier Truffaut   |             | PS          | 1 289        | 16,07        |             |             |
| 3                    | Marine Gaugain     |             | FN          | 1 389        | 17,32        | 2 533       | 33,79       |
| 3                    | Benjamin Piel      |             | FN          | 1 389        | 17,32        | 2 533       | 33,79       |
| 4                    | Bernard Aubril*    |             | DVD         | 2 738        | 34,14        | 4 964       | 66,21       |
| 4                    | Angélique Perini   |             | DVD         | 2 738        | 34,14        | 4 964       | 66,21       |
| 5                    | Anne-Marie Bucco   |             | PCF         | 391          | 4,87         |             |             |
| 5                    | Christian Pasquier |             | PCF         | 391          | 4,87         |             |             |
| 6                    | Pascal Chapelle    |             | EÉLV        | 455          | 5,67         |             |             |
| 6                    | Sabine Michaux     |             | EÉLV        | 455          | 5,67         |             |             |
| 7                    | Jil Guelain        |             | DLF         | 254          | 3,17         |             |             |
| 7                    | Pascal Perrouault  |             | DLF         | 254          | 3,17         |             |             |
| 8                    | Johnny Briard      |             | UDI         | 1 356        | 16,91        |             |             |
| 8                    | Sylvie Grandin*    |             | UDI         | 1 356        | 16,91        |             |             |
|                      |                    |             |             |              |              |             |             |
| Inscrits             | Inscrits           | Inscrits    | Inscrits    | 18 393       | 100,00       | 18 392      | 100,00      |
| Abstentions          | Abstentions        | Abstentions | Abstentions | 9 952        | 54,11        | 9 843       | 53,52       |
| Votants              | Votants            | Votants     | Votants     | 8 441        | 45,89        | 8 549       | 46,48       |
| Blancs               | Blancs             | Blancs      | Blancs      | 267          | 3,16         | 767         | 8,97        |
| Nuls                 | Nuls               | Nuls        | Nuls        | 153          | 1,81         | 285         | 3,33        |
| Exprimés             | Exprimés           | Exprimés    | Exprimés    | 8 021        | 95,02        | 7 497       | 87,69       |
| * conseiller sortant |                    |             |             |              |              |             |             |

### Canton de Livarot
| Candidats            | Candidats          | Partis      | Partis      | Premier tour | Premier tour | Second tour | Second tour |
| Candidats            | Candidats          | Partis      | Partis      | Voix         | %            | Voix        | %           |
| -------------------- | ------------------ | ----------- | ----------- | ------------ | ------------ | ----------- | ----------- |
| 1                    | Sébastien Leclerc* |             | UMP         | 4 146        | 51,11        | 5 299       | 68          |
| 1                    | Véronique Maymaud  |             | DVD         | 4 146        | 51,11        | 5 299       | 68          |
| 2                    | Laëtitia Dubosq    |             | FN          | 2 248        | 27,71        | 2 494       | 32          |
| 2                    | Daniel Gosset      |             | FN          | 2 248        | 27,71        | 2 494       | 32          |
| 3                    | Alexandre Motte    |             | PCF         | 1 343        | 16,56        |             |             |
| 3                    | Geneviève Wassner  |             | PCF         | 1 343        | 16,56        |             |             |
| 4                    | Nathalie Letort    |             | DLF         | 375          | 4,62         |             |             |
| 4                    | Steven Mafiodo     |             | DLF         | 375          | 4,62         |             |             |
|                      |                    |             |             |              |              |             |             |
| Inscrits             | Inscrits           | Inscrits    | Inscrits    | 17 157       | 100,00       | 17 173      | 100,00      |
| Abstentions          | Abstentions        | Abstentions | Abstentions | 8 549        | 49,83        | 8 613       | 50,15       |
| Votants              | Votants            | Votants     | Votants     | 8 608        | 50,17        | 8 560       | 49,85       |
| Blancs               | Blancs             | Blancs      | Blancs      | 354          | 4,11         | 536         | 6,26        |
| Nuls                 | Nuls               | Nuls        | Nuls        | 142          | 1,65         | 231         | 2,7         |
| Exprimés             | Exprimés           | Exprimés    | Exprimés    | 8 112        | 94,24        | 7 793       | 91,04       |
| * conseiller sortant |                    |             |             |              |              |             |             |

### Canton de Mézidon-Canon
| Candidats            | Candidats           | Partis      | Partis      | Premier tour | Premier tour | Second tour | Second tour |
| Candidats            | Candidats           | Partis      | Partis      | Voix         | %            | Voix        | %           |
| -------------------- | ------------------- | ----------- | ----------- | ------------ | ------------ | ----------- | ----------- |
| 1                    | Xavier Charles*     |             | UDI         | 3 156        | 33,86        | 5 658       | 66,09       |
| 1                    | Virginie Le Dressay |             | DVD         | 3 156        | 33,86        | 5 658       | 66,09       |
| 2                    | Laurent Declerck    |             | SE          | 1 545        | 16,58        |             |             |
| 2                    | Carine Pellerin     |             | SE          | 1 545        | 16,58        |             |             |
| 3                    | Gérard Vacquerel    |             | DVG         | 2 182        | 23,41        |             |             |
| 3                    | Nadège Venier       |             | DVG         | 2 182        | 23,41        |             |             |
| 4                    | Émile Derenemesnil  |             | FN          | 2 437        | 26,15        | 2 903       | 33,91       |
| 4                    | Gina Taillepied     |             | FN          | 2 437        | 26,15        | 2 903       | 33,91       |
|                      |                     |             |             |              |              |             |             |
| Inscrits             | Inscrits            | Inscrits    | Inscrits    | 18 513       | 100,00       | 18 513      | 100,00      |
| Abstentions          | Abstentions         | Abstentions | Abstentions | 8 737        | 47,19        | 8 855       | 47,83       |
| Votants              | Votants             | Votants     | Votants     | 9 776        | 52,81        | 9 658       | 52,17       |
| Blancs               | Blancs              | Blancs      | Blancs      | 312          | 3,19         | 844         | 8,74        |
| Nuls                 | Nuls                | Nuls        | Nuls        | 144          | 1,47         | 253         | 2,62        |
| Exprimés             | Exprimés            | Exprimés    | Exprimés    | 9 320        | 95,34        | 8 561       | 88,64       |
| * conseiller sortant |                     |             |             |              |              |             |             |

### Canton d'Ouistreham
| Candidats   | Candidats            | Partis      | Partis      | Premier tour | Premier tour | Second tour | Second tour |
| Candidats   | Candidats            | Partis      | Partis      | Voix         | %            | Voix        | %           |
| ----------- | -------------------- | ----------- | ----------- | ------------ | ------------ | ----------- | ----------- |
| 1           | Daniel Françoise     |             | PS          | 4 820        | 36,45        | 6 093       | 48,73       |
| 1           | Clémentine Le Marrec |             | PS          | 4 820        | 36,45        | 6 093       | 48,73       |
| 2           | Corinne Main         |             | FN          | 2 718        | 20,56        |             |             |
| 2           | Olivier Pierre       |             | FN          | 2 718        | 20,56        |             |             |
| 3           | Mahama Compaoré      |             | PCF         | 980          | 7,41         |             |             |
| 3           | Armelle Ernault      |             | PCF         | 980          | 7,41         |             |             |
| 4           | Michel Fricout       |             | UMP         | 4 705        | 35,58        | 6 410       | 51,27       |
| 4           | Claire Trouvé        |             | UMP         | 4 705        | 35,58        | 6 410       | 51,27       |
|             |                      |             |             |              |              |             |             |
| Inscrits    | Inscrits             | Inscrits    | Inscrits    | 26 480       | 100,00       | 26 482      | 100,00      |
| Abstentions | Abstentions          | Abstentions | Abstentions | 12 630       | 47,7         | 12 922      | 48,8        |
| Votants     | Votants              | Votants     | Votants     | 13 850       | 52,3         | 13 560      | 51,2        |
| Blancs      | Blancs               | Blancs      | Blancs      | 406          | 2,93         | 758         | 5,59        |
| Nuls        | Nuls                 | Nuls        | Nuls        | 221          | 1,6          | 299         | 2,21        |
| Exprimés    | Exprimés             | Exprimés    | Exprimés    | 13 223       | 95,47        | 12 503      | 92,21       |

### Canton de Pont-l'Évêque
| Candidats            | Candidats             | Partis      | Partis      | Premier tour | Premier tour |
| Candidats            | Candidats             | Partis      | Partis      | Voix         | %            |
| -------------------- | --------------------- | ----------- | ----------- | ------------ | ------------ |
| 1                    | Joël Groud            |             | FN          | 3 454        | 30,40        |
| 1                    | Danielle Lenoble      |             | FN          | 3 454        | 30,40        |
| 2                    | Hubert Courseaux*     |             | DVD         | 6 067        | 53,40        |
| 2                    | Audrey Gadenne        |             | UDI         | 6 067        | 53,40        |
| 3                    | Brigitte Grenouilloux |             | EÉLV        | 1 840        | 16,20        |
| 3                    | Benoît Horvais        |             | EÉLV        | 1 840        | 16,20        |
|                      |                       |             |             |              |              |
| Inscrits             | Inscrits              | Inscrits    | Inscrits    | 23 671       | 100,00       |
| Abstentions          | Abstentions           | Abstentions | Abstentions | 11 640       | 49,17        |
| Votants              | Votants               | Votants     | Votants     | 12 031       | 50,83        |
| Blancs               | Blancs                | Blancs      | Blancs      | 500          | 4,16         |
| Nuls                 | Nuls                  | Nuls        | Nuls        | 170          | 1,41         |
| Exprimés             | Exprimés              | Exprimés    | Exprimés    | 11 361       | 94,43        |
| * conseiller sortant |                       |             |             |              |              |

### Canton de Thury-Harcourt
| Candidats            | Candidats           | Partis      | Partis      | Premier tour | Premier tour | Second tour | Second tour |
| Candidats            | Candidats           | Partis      | Partis      | Voix         | %            | Voix        | %           |
| -------------------- | ------------------- | ----------- | ----------- | ------------ | ------------ | ----------- | ----------- |
| 1                    | Yvan Derenemesnil   |             | FN          | 2 311        | 27,21        | 2 136       | 23,62       |
| 1                    | Clarisse Royackkers |             | FN          | 2 311        | 27,21        | 2 136       | 23,62       |
| 2                    | Jacky Lehugeur*     |             | PS          | 2 939        | 34,61        | 3 239       | 35,81       |
| 2                    | Annette Renouard    |             | PS          | 2 939        | 34,61        | 3 239       | 35,81       |
| 3                    | Paul Chandelier*    |             | DVD         | 3 242        | 38,18        | 3 670       | 40,57       |
| 3                    | Sylvie Jacq         |             | DVD         | 3 242        | 38,18        | 3 670       | 40,57       |
|                      |                     |             |             |              |              |             |             |
| Inscrits             | Inscrits            | Inscrits    | Inscrits    | 16 721       | 100,00       | 16 759      | 100,00      |
| Abstentions          | Abstentions         | Abstentions | Abstentions | 7 727        | 46,21        | 7 376       | 44,01       |
| Votants              | Votants             | Votants     | Votants     | 8 994        | 53,79        | 9 383       | 55,99       |
| Blancs               | Blancs              | Blancs      | Blancs      | 329          | 3,66         | 243         | 2,59        |
| Nuls                 | Nuls                | Nuls        | Nuls        | 173          | 1,92         | 95          | 1,01        |
| Exprimés             | Exprimés            | Exprimés    | Exprimés    | 8 492        | 94,42        | 9 045       | 96,4        |
| * conseiller sortant |                     |             |             |              |              |             |             |

### Canton de Trévières
| Candidats   | Candidats                 | Partis      | Partis      | Premier tour | Premier tour | Second tour | Second tour |
| Candidats   | Candidats                 | Partis      | Partis      | Voix         | %            | Voix        | %           |
| ----------- | ------------------------- | ----------- | ----------- | ------------ | ------------ | ----------- | ----------- |
| 1           | Nathalie Bachelet Ferrand |             | DVG         | 1 642        | 16,83        |             |             |
| 1           | Stéphane Rizzo            |             | PRG         | 1 642        | 16,83        |             |             |
| 2           | Patricia Gady Duquesne    |             | DVD         | 3 195        | 32,75        | 5 608       | 57,83       |
| 2           | Jean-Pierre Richard       |             | UMP         | 3 195        | 32,75        | 5 608       | 57,83       |
| 3           | Anne Boissel              |             | DLF         | 1 453        | 14,89        |             |             |
| 3           | Cédric Poisson            |             | DVD         | 1 453        | 14,89        |             |             |
| 4           | Philippe Chapron          |             | FN          | 3 467        | 35,53        | 4 089       | 42,17       |
| 4           | Sandrine Linarès          |             | FN          | 3 467        | 35,53        | 4 089       | 42,17       |
|             |                           |             |             |              |              |             |             |
| Inscrits    | Inscrits                  | Inscrits    | Inscrits    | 20 474       | 100,00       | 20 473      | 100,00      |
| Abstentions | Abstentions               | Abstentions | Abstentions | 10 119       | 49,42        | 9 844       | 48,08       |
| Votants     | Votants                   | Votants     | Votants     | 10 355       | 50,58        | 10 629      | 51,92       |
| Blancs      | Blancs                    | Blancs      | Blancs      | 446          | 4,31         | 657         | 6,18        |
| Nuls        | Nuls                      | Nuls        | Nuls        | 152          | 1,47         | 275         | 2,59        |
| Exprimés    | Exprimés                  | Exprimés    | Exprimés    | 9 757        | 94,23        | 9 697       | 91,23       |

### Canton de Troarn
| Candidats   | Candidats               | Partis      | Partis      | Premier tour | Premier tour | Second tour | Second tour |
| Candidats   | Candidats               | Partis      | Partis      | Voix         | %            | Voix        | %           |
| ----------- | ----------------------- | ----------- | ----------- | ------------ | ------------ | ----------- | ----------- |
| 1           | Sophie de Gibon         |             | DVD         | 2 822        | 27,77        | 3 270       | 31,29       |
| 1           | Patrice Martin          |             | UMP         | 2 822        | 27,77        | 3 270       | 31,29       |
| 2           | Coralie Arruego         |             | PRG         | 3 559        | 35,02        | 4 461       | 42,68       |
| 2           | Christian Piélot        |             | PS          | 3 559        | 35,02        | 4 461       | 42,68       |
| 3           | Marie-Françoise Leboeuf |             | FN          | 2 816        | 27,71        | 2 720       | 26,03       |
| 3           | Christophe Mal          |             | FN          | 2 816        | 27,71        | 2 720       | 26,03       |
| 4           | Françoise Lena          |             | PCF         | 965          | 9,50         |             |             |
| 4           | Olivier Zuiani          |             | PCF         | 965          | 9,50         |             |             |
|             |                         |             |             |              |              |             |             |
| Inscrits    | Inscrits                | Inscrits    | Inscrits    | 21 013       | 100,00       | 21 003      | 100,00      |
| Abstentions | Abstentions             | Abstentions | Abstentions | 10 233       | 48,7         | 10 090      | 48,04       |
| Votants     | Votants                 | Votants     | Votants     | 10 780       | 51,3         | 10 913      | 51,96       |
| Blancs      | Blancs                  | Blancs      | Blancs      | 477          | 4,42         | 375         | 3,44        |
| Nuls        | Nuls                    | Nuls        | Nuls        | 141          | 1,31         | 87          | 0,8         |
| Exprimés    | Exprimés                | Exprimés    | Exprimés    | 10 162       | 94,27        | 10 451      | 95,77       |

### Canton de Vire
| Candidats            | Candidats            | Partis      | Partis      | Premier tour | Premier tour | Second tour | Second tour |
| Candidats            | Candidats            | Partis      | Partis      | Voix         | %            | Voix        | %           |
| -------------------- | -------------------- | ----------- | ----------- | ------------ | ------------ | ----------- | ----------- |
| 1                    | Pascal Martin        |             | UMP         | 2 633        | 28,16        | 3 920       | 43,91       |
| 1                    | Jane Pigault         |             | UMP         | 2 633        | 28,16        | 3 920       | 43,91       |
| 2                    | Jérémy Folly         |             | MoDem       | 711          | 7,60         |             |             |
| 2                    | Marie-Josèphe Viard  |             | MoDem       | 711          | 7,60         |             |             |
| 3                    | Jean-Philippe Roy    |             | FN          | 1 748        | 18,70        |             |             |
| 3                    | Colette Serre        |             | FN          | 1 748        | 18,70        |             |             |
| 4                    | Rosine Leverrier     |             | E!          | 443          | 4,74         |             |             |
| 4                    | Jean-Marie Thomine   |             | E!          | 443          | 4,74         |             |             |
| 5                    | Marc Andreu Sabater* |             | PRG         | 3 815        | 40,8         | 5 008       | 56,09       |
| 5                    | Reine Eude           |             | PRG         | 3 815        | 40,8         | 5 008       | 56,09       |
|                      |                      |             |             |              |              |             |             |
| Inscrits             | Inscrits             | Inscrits    | Inscrits    | 18 557       | 100,00       | 18 559      | 100,00      |
| Abstentions          | Abstentions          | Abstentions | Abstentions | 8 603        | 46,36        | 8 692       | 46,83       |
| Votants              | Votants              | Votants     | Votants     | 9 954        | 53,64        | 9 867       | 53,17       |
| Blancs               | Blancs               | Blancs      | Blancs      | 386          | 3,88         | 582         | 5,9         |
| Nuls                 | Nuls                 | Nuls        | Nuls        | 218          | 2,19         | 357         | 3,62        |
| Exprimés             | Exprimés             | Exprimés    | Exprimés    | 9 350        | 93,93        | 8 928       | 90,48       |
| * conseiller sortant |                      |             |             |              |              |             |             |